# Idarnes bucatoma
Idarnes bucatoma är en stekelart som beskrevs av Gordh 1975. Idarnes bucatoma ingår i släktet Idarnes och familjen fikonsteklar.
Artens utbredningsområde är Costa Rica. Inga underarter finns listade i Catalogue of Life.